# Haplogrup
Un haplogrup en l'estudi de l'evolució molecular és un grup gran d'haplotips, que són sèries d'al·lels en llocs específics d'un cromosoma.
La paraula del prefix d'origen grec haplo- derivat de l'adjectiu ἁπλοῦς, haploûs, ‘senzill, simple’.
En genètica humana, els haplogrups més estudiats són l'haplogrup del cromosoma Y i el haplogrup d'ADN mitocondrial (ADNmt), els quals poden ser usats per a definir poblacions genètiques. L'ADN-Y té l'avantatge de ser transmès solament mitjançant el llinatge patrilineal (masculí), ja que l'ADNmt és transmès solament pel llinatge matrilineal (femení).

## Classificació dels haplogrups
- Basats en marcadors genètics, específicament mitjançant polimorfisme per canvi d'un únic nucleòtid, o SNP per la seva sigla en anglès.

- Mitjançant anàlisi de polimorfismes de restricció enzimàtica (RFLP en anglès).

Els SNP són preferits per a estudis d'evolució perquè és poc probable que hi hagi una desaparició d'un SNP que s'hagi produït en un moment determinat de l'evolució. D'aquesta manera els SNP s'acumularan al llarg del temps en la població. Estudiant els SNP presents en cada població es poden fer grups, uns descendents dels altres, fins a arribar finalment a trobar els ancestres que donaren origen a la població: en el cas de les anàlisis d'ADN mitocondrial humà s'arriba fins a l'anomenada Eva mitocondrial, i en el cas de les anàlisis del cromosoma Y, a l'Adam cromosomal-Y.